# Can Curró
Can Curró és una obra de Caldes de Montbui (Vallès Oriental) protegida com a bé cultural d'interès local.

## Descripció
Es tracta d'una casa pairal, actualment entre mitgeres però antigament possiblement quedava aïllada. Formada per l'annexió al llarg de la història de tres o quatre cases més petites. Consta de tres plantes: planta baixa (celler i magatzem), planta pis (zona noble) i planta segona (golfes).
L'estructura és la tradicional de parets gruixudes de càrrega amb alguns arcs de pedra. La planta baixa es cobreix principalment amb voltes de ceràmica a la catalana i el altres dos pisos es cobreixen principalment amb bigues de fusta vista.
La coberta és d'una vessant formada per teula àrab, quedant rematat l'edifici per un ràfec a manera de cornisa de ceràmica i un canaló també ceràmic.
L'edifici està format per la unió de diverses cases, per tant no es pot parlar de composició unitària de la façana, ja que és fruit d'una constant modificació al llarg de la història. No hi ha gaire ordre en la disposició i el tipus de forats, ni cap simetria en la façana, però sí que hi ha una distribució tant en vertical com en horitzontal dels forats,que dona una imatge bastant homogènia i molt neutra de la façana. Les obertures disminueixen en l'alçada, ja que la funció dels pisos és força diferent (soterrani i celler, planta noble i golfes). En la part baixa hi ha principalment forats bastant grans, portals típics de les cases pairals, de grosses dovelles. A la planta pis hi ha alguna obertura de pedra treballada. La façana és arrebossada.
Cal destacar principalment tota la planta baixa de l'edifici, les magnífiques voltes a la catalana, de pedra i de peces de ceràmica, que són un clar exemple dels sistemes constructius de l'època.

## Història
El nom tradicional del Mas d'en Corró era Mas Viaplana (segles XVI-XVIII). Malgrat que popularment el nom s'hagi perdut, substituït pel de Corró, la família Viaplana, propietaris de la casa, s'han vist perpetuats fins als nostres dies: Antoni V., casat amb Joana (ap. 1500); Antiga V., casada amb Bartomeu Ossol (1550); Antònia V. (1568-1624), casada amb Narcís Corró; Miquel V. (mort el 1629), casat amb Joana Pascual de Rovinyó; Andreu V., casat amb Caterina Planes (ap. 1650); Joan I V., casat amb Agnès Brunés (M. ant. 1683); Joan II V. (1675-1706), casat primer amb Maria Prat de Sant Tomàs i després amb Mariàngela Guàrdia; Joan III V. (1729-1742), casat amb Marianna Mas i Muntau; Joan IV V. (1759-1790), casat amb Josepa Llobateres Riber; Josep V. (1771-1809), casat amb Josepa Campdepedrós i Palaudàries; Menció C. (1790-1841), casat amb Francesca Mimó; Anton V. (1822-1885), casat amb Josepa Cerdà; Josep II V. (1855-1897), casat amb Isabel Artigas; Josefa V., casada amb Francesc Sala (1905).
Era costum curiós que el cognom Viaplana fos perdurant generació darrera generació encara que els hereus fossin pubilles. Actualment la propietària de Can corró és Maria rosa Sala Viaplana, filla de Francesc Sala i muller d'en Sagalés. És possible que Can Corró estigués format originàriament per 3 o 4 cases, ja que al llarg de la història hi ha hagut diverses compres de diferents parts de la finca.
Hi ha escriptures de compra del 1501-1519. El 1735 hi ha una venda a favor de Joan Viaplana per diversos interessats. També al 1735 hi ha una venda per Salvador de Segrera i Melondo a favor de Joan Viaplana i al 1747 hi ha una venda de Francesco Quintana a favor de Viaplana i Guàrdia.
Cal potser fer esment de l'antiga inscripció en una de les llindes: "IOAVIA PLANA 1697".